# Union zwischen Schweden und Norwegen
Die Schwedisch-Norwegische Union oder Schweden-Norwegen war eine Personalunion der beiden skandinavischen Länder Schweden und Norwegen, die von 1814 bis 1905 existierte. Sie ging aus dem Kieler Frieden infolge der Koalitionskriege sowie der Konvention von Moss hervor. Die beiden Regierungen der Länder hatten ihren Sitz in den Hauptstädten Stockholm und Kristiania (heute Oslo), wobei die norwegische Regierung an die schwedische Regierung in Stockholm gebunden war, mit der Zeit jedoch immer mehr Autonomie erlangte.

## Geschichte

### Entstehung

#### Kieler Frieden
Von 1813 bis 1814 kämpften die Königreiche Schweden und Dänemark im Zuge der Koalitionskriege gegeneinander. Dänemark unterstützte Frankreich und wurde so zur Zielscheibe von Schweden, das sich unter anderem mit Russland gegen Napoleon verbündet hatte. Schweden griff von Süden her Dänemark an, dieses verlor den Krieg und im Vertrag von Kiel bzw. dem Kieler Frieden wurde am 14. Januar 1814 das dänisch regierte Norwegen an Schweden abgetreten. Am 18. Januar schrieb der dänische König Friedrich VI. einen Brief, in dem er Norwegen offiziell von Dänemark entband, die Union Dänemark-Norwegen war aufgelöst. Grönland, Island und die Färöer, vorher norwegisch, gehörten von da an jedoch zu Dänemark.

#### Unabhängigkeit Norwegens
Norwegen wurde vom Kronprinzen Dänemarks und Gouverneur Norwegens sowie späteren dänischen König, Christian Friedrich (Christian VIII.), dabei unterstützt, Gegenwehr zu leisten und sich der Übernahme Norwegens durch Schweden entgegenzusetzen. Auf einer von ihm einberufenen Versammlung am 17. Mai 1814 in Eidsvoll, etwa 30 km nördlich von Kristiania, wurde die grundlegend bis heute geltende norwegische Verfassung, welche dem Land Unabhängigkeit von Dänemark und Schweden zusicherte, beschlossen und der dänische Kronprinz Christian Friedrich wurde als König Norwegens bestimmt. An der Versammlung nahmen 112 ausgewählte Personen, unter anderem Militärs und Politiker, teil. Etwa zwei Drittel der Teilnehmenden waren Bauern. Von den abgegebenen Stimmen der Delegierten waren 78 für die Unabhängigkeit Norwegens mit Regierung durch einen dänischen König, lediglich 31 Stimmen waren für die Bildung einer Union mit Schweden. Der 17. Mai ist heutiger Nationalfeiertag von Norwegen, da er als Unabhängigkeitstag gilt.

#### Konvention von Moss
Dieser Widerstand gegen den Kieler Frieden und die beschlossene Union von Schweden und Norwegen wurde von Schweden, welches dabei von Preußen, Russland, Österreich und Großbritannien unterstützt wurde, nicht hingenommen und das Land antwortete auf den Widerstand Christians mit einem Angriff auf Norwegen, beginnend am 29. Juli 1814. Nach 14 Tagen andauernder Kriegshandlung in der Region Østfold trat der erst zwei Monate zuvor gewählte Christian Friedrich zurück. Der Krieg wurde offiziell am 14. August durch die Konvention von Moss beendet. In der Konvention von Moss erkannte der schwedische Kronprinz und ehemalige Marschall Napoleons, Karl Johann, die etwa drei Monate alte norwegische Verfassung an. Norwegen wurde von da an zu einem nahezu selbstständigen Land. Am 10. Oktober 1814 übergab der bisherige König Christian Friedrich die Macht an das neue norwegische Parlament, das Storting.

#### Gründung der Union
Am 4. November 1814 wurde die Personalunion zwischen Schweden und Norwegen begründet. Die Verfassung Norwegens wurde bei Gründung der Personalunion aufgrund der in Moss unterschriebenen Konvention nur geringfügig verändert. So war in beiden Ländern der schwedische König das Staatsoberhaupt und auch eine gemeinsame Außenpolitik sollte betrieben werden. Der oberste Befehlshaber der norwegischen Armee war ebenfalls der schwedische König, wobei die Streitkräfte Norwegens nur mit Einverständnis der norwegischen Regierung außerhalb Norwegens eingesetzt werden durften. Die Interessenvertretung Norwegens innerhalb der Union bildete das norwegische Parlament (Storting) und die Regierung mit Sitz in Kristiania und einer Außenstelle in Stockholm. Mit Bildung der Personalunion erlangte Norwegen durch die neue Verfassung eine nahezu totale Unabhängigkeit.

### Bestand (1814–1905)

#### Entwicklung der norwegischen Kultur
Durch die nahezu vollkommene Unabhängigkeit, welche in dieser Form für das Königreich Norwegen vorher nie dagewesen war, begann die Schaffung der eigenständigen, „richtigen“ norwegischen Kultur auf Grundlagen der bereits dagewesenen Identität des Volkes aus den Jahrhunderten vor Entstehung der Union mit Schweden. Ein richtiges Nationalbewusstsein wurde mit der Zeit unter anderem durch bekannte norwegische Künstler und Schriftsteller sowie Musiker aus Norwegen geprägt. So entstand auch die Idee einer neuen norwegischen Schriftsprache. Das sogenannte Nynorsk (deutsch Neunorwegisch), entstanden zur Zeit der Schwedisch-Norwegischen Union, wird heute von vielen Norwegern verwendet und ist offizielle Amtssprache Norwegens.

#### Spannungen zwischen beiden Ländern
In der Nachkriegszeit und zugleich Anfangszeit der Personalunion war Norwegen wirtschaftlich stark geschwächt. Es gab eine starke Inflation, da das Geld zur Finanzierung des Krieges in Massen gedruckt worden war. Das norwegische Geld war anfangs im Vergleich zu den Jahren vor dem Krieg nur noch ein Fünfzehntel wert. Erst in den 1830er Jahren erholte sich das Land von der Krise, besonders der Holzhandel mit Großbritannien florierte und die Handelsflotte vergrößerte sich erheblich. Ende des 19. Jahrhunderts war sie nach der britischen und US-amerikanischen die größte Handelsflotte weltweit.
In den 1870er und 1880er Jahren verschlechterte sich die Beziehung Norwegens zu Schweden, da das norwegische Parlament dreimal (1874, 1879 und 1880) Verfassungsänderungen auf den Weg bringen wollte, die dafür sorgen sollten, dass Regierungen in Norwegen nur mit Unterstützung der Nationalversammlung weiter regieren hätten können. Die Anträge zielten in Richtung Parlamentarismus ab, was dem damaligen König Schweden-Norwegens Oskar II. missfiel. Jedes Mal verweigerte er, die Anträge zu unterschreiben.

#### Parlamentarismus in Norwegen
1884 gab Oskar II. nach, unterschrieb eine Änderung der norwegischen Verfassung und ernannte den Anführer der Liberalen, Johan Sverdrup, zum ersten Ministerpräsidenten Norwegens. Das Storting hatte von da an die Entscheidung über die Regierung Norwegens. Der Parlamentarismus wurde begründet und Norwegen wurde zum ersten skandinavischen Land, welches parlamentarisch regiert wurde. Es bildeten sich in diesem Jahr erste politische Parteien, etwa ein Jahr später wurde in Norwegen das Wahlrecht für Männer eingeführt.
Norwegen war zwar innenpolitisch unabhängig, die Außenpolitik wurde jedoch weiterhin von Schweden aus bestimmt, weshalb die Frage nach einem eigenen norwegischen Konsulardienst aufkam und das Storting die Einführung außenpolitischer Ämter für Norwegen beschloss. Das wurde 1892 jedoch durch die schwedische Regierung abgelehnt und die gewählte norwegische Regierung versuchte wider Genehmigung, die Beschlüsse durchzusetzen. Daraufhin drohte Schweden mit militärischen Maßnahmen und willigte nach anschließenden Verhandlungen ein, der Regierung Norwegens weiter entgegenzukommen. Die Vorstellungen Schwedens und Norwegens zu weiterer Autonomie Norwegens waren allerdings immer noch so unterschiedlich, dass es keinen guten Kompromiss geben konnte. Die Verhandlungen zu grundsätzlichen politischen Fragen zur Bindung Norwegens an Schweden scheiterten 1898. In diesem Jahr demonstrierte Norwegen seine Unabhängigkeit, indem es trotz Verweigerung der schwedischen Krone das Unionszeichen von der eigenen Handelsflagge verbannte.

### Auflösung
Nach erneuten Verhandlungen zur Position Norwegens in der Union, die ebenfalls scheiterten, trat die norwegische Regierung unter Führung von Christian Michelsen zurück. Der damalige König von Schweden-Norwegen, Oskar II., hatte keine Möglichkeit mehr, die Regierung in Norwegen zu ernennen, welche neuerdings von den Wahlberechtigten gewählt werden musste. Am 7. Juni 1905 erklärte das Storting die Union mit Schweden für aufgelöst, da der König nicht mehr als norwegischer König handele. Die schwedische Regierung weigerte sich, Norwegen die totale Unabhängigkeit zu überlassen, drohte mit militärischen Handlungen und auf beiden Seiten wurden Streitkräfte mobilisiert. Verhandlungen der Bedingungen zum Austritt Norwegens aus der Union zwischen Schweden und Norwegen wurden aufgenommen. Am 13. August stimmten in einer von Schweden geforderten Volksabstimmung 368.392 Wähler für die Aufgabe der Union und die absolute Unabhängigkeit Norwegens, es gab lediglich 184 Gegenstimmen.
Am 23. September 1905 einigten sich beide Länder im schwedischen Karlstad letztendlich in einer Konvention auf zu erfüllende Vorgaben, wie zum Beispiel einen Schiedsgerichtsvertrag oder den Transithandel betreffende Regelungen. Der sogenannte Vertrag von Karlstad wurde am 9. Oktober 1905 vom Storting mit 101 zu 16 Stimmen und am 13. Oktober vom schwedischen Reichstag einstimmig genehmigt. Am 26. Oktober 1905 wurde der Vertrag durch die Unterschriften von Vertretern beider Königreiche rechtskräftig und die Union zwischen Schweden und Norwegen war offiziell aufgelöst.
In Norwegen, das nun ein ganz unabhängiges Land war, wählte das Storting den dänischen Prinzen Carl von Dänemark und Island, der sich in Haakon VII. umbenannte, als neuen König. Am 25. November 1905 bestieg Haakon VII. den Thron in Kristiania.

## Herrscher
Die schwedischen Könige, die zur Zeit der Personalunion regierten, waren die Staatsoberhäupter von Schweden-Norwegen. Folgende Könige regierten die Personalunion von Stockholm aus:
|  | König                                                | Herrschaftszeitraum |
|  | ---------------------------------------------------- | ------------------- |
|  | Karl II. (Karl XIII.) (* 1748, † 1818)               | von 1814 bis 1818   |
|  | Karl III. Johann (Karl XIV. Johann) (* 1763, † 1844) | von 1818 bis 1844   |
|  | Oskar I. (* 1799, † 1859)                            | von 1844 bis 1859   |
|  | Karl IV. (Karl XV.) (* 1826, † 1872)                 | von 1859 bis 1872   |
|  | Oskar II. (* 1829, † 1907)                           | von 1872 bis 1905   |

## Flaggen
Zur Zeit der Union zwischen Schweden und Norwegen gab es immer wieder Änderungen an Handels-, Kriegs-, und Unionsflaggen.

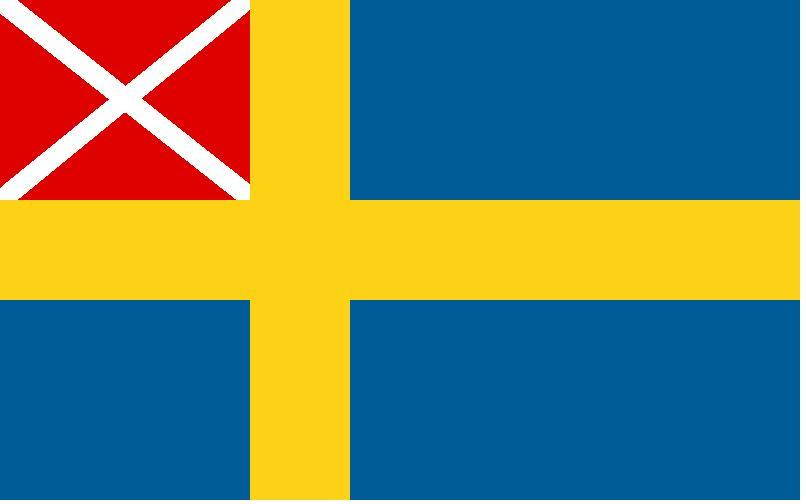
Die Flagge der Union von 1818–1844
Die gemeinsame Flagge der Union ab 1844
Die eigene Flagge Schwedens ab 1844
Die eigene Flagge Norwegens von 1844 bis 1899